# Alcea tabrisiana
Alcea tabrisiana là một loài thực vật có hoa trong họ Cẩm quỳ. Loài này được Boiss. & Buhse mô tả khoa học đầu tiên năm 1860.